# Betamorpha fusiformis
Betamorpha fusiformis là một loài chân đều trong họ Munnopsidae. Loài này được Barnard miêu tả khoa học năm 1920.